# Meyer’s Bestattungswesen
Meyer’s Bestattungswesen in Hannover zählt zu den ältesten Unternehmen in der niedersächsischen Landeshauptstadt. Der heutige Bestattungs-Dienstleister ging aus einem Mitte des 19. Jahrhunderts gegründeten Verkehrsunternehmen hervor.

## Geschichte

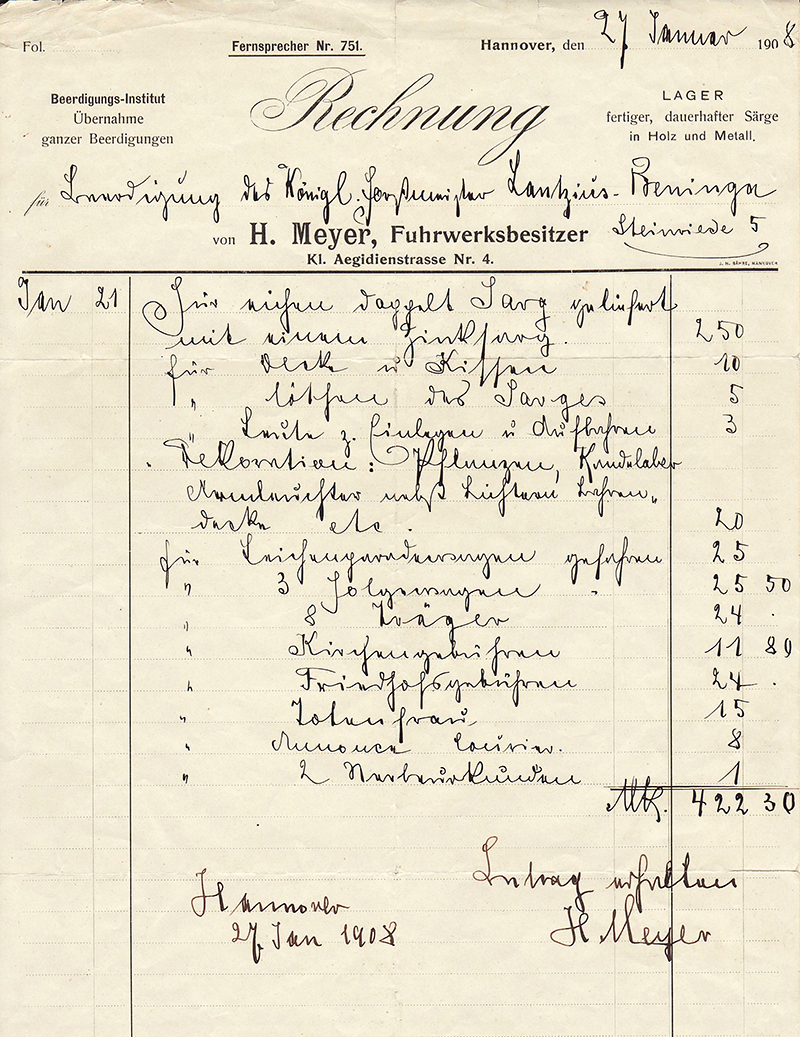
Handschriftlich 1908 datierter Rechnungsvordruck von „H. Meyer, Fuhrwerksbesitzer“ anlässlich der Beerdigung des königlichen Forstmeisters Scato Lantzius-Beninga

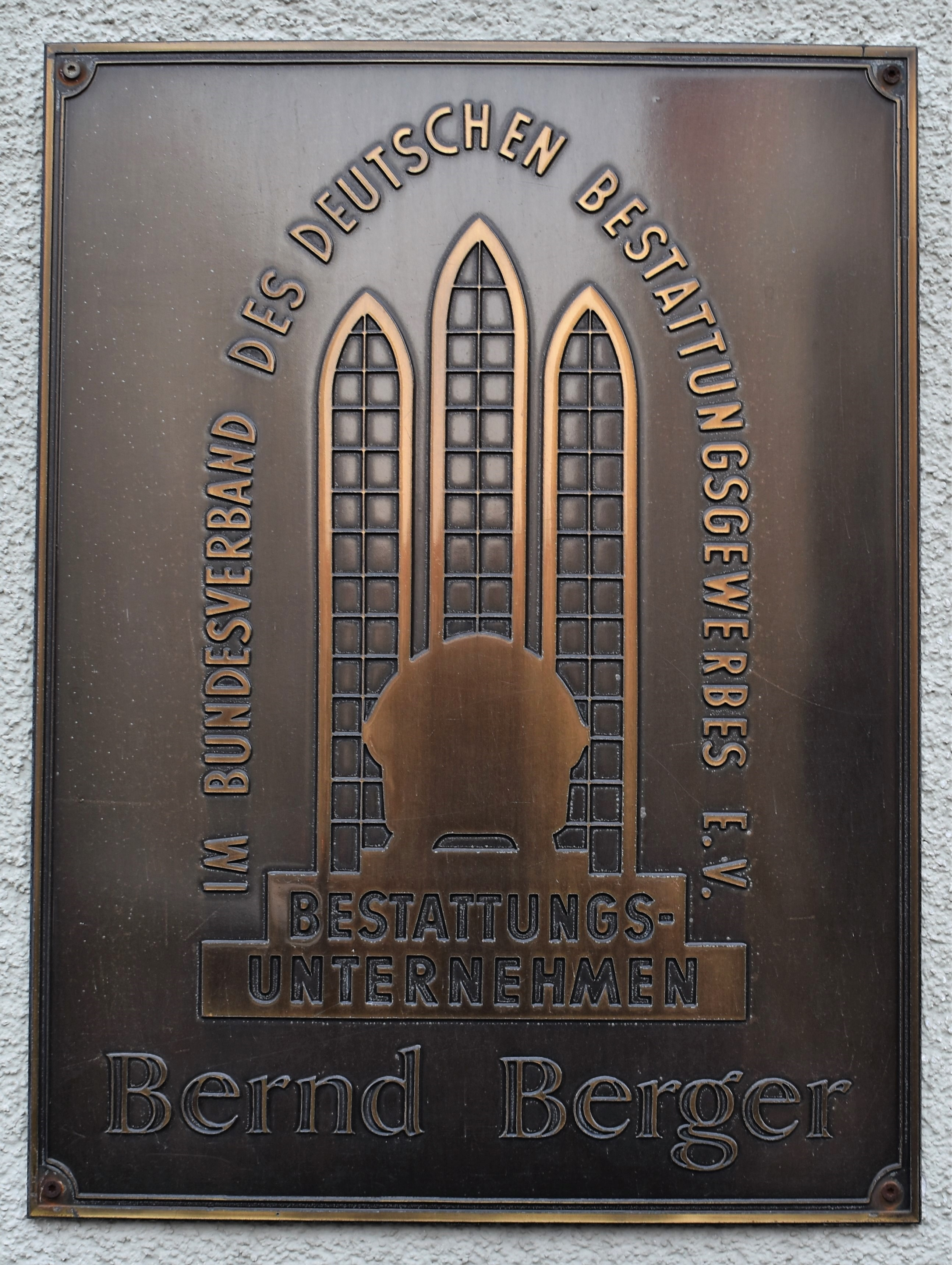
Firmenschild „Bestattungsunternehmen Bernd Berger“ am Haus Dieterichsstraße 34 in Hannover

Das Unternehmen wurde 1851 von Matthias Heinrich Meyer, Rufname Heinrich Meyer, in der Residenzstadt des damaligen Königreichs Hannover gegründet, ursprünglich zur Personenbeförderung. Erster Geschäftssitz war das Braunsche Haus in der Osterstraße beziehungsweise das nahegelegene Gebäude des vormaligen Fuhrunternehmers Schild in der Osterstraße 75, in dem später das Eisen- und Stahlhandelsunternehmen P. H. Brauns sein Eisenkurzwarenlager unterhielt und in dem die Meyers noch 1858 als „Miethkutscher“ und „Fuhrmann“ verzeichnet waren.
1859 erwarb Heinrich Meyer die Grundstücke des Obergerichtsrates von Werlhof an der damaligen Braunschweigerstraße 9 und Kleine Aegidienstraße 4 auf dem Gebiet der ehemaligen Aegidienneustadt zum Ausbau als neuen Firmensitz.
Der Firmengründer pflegte gute Beziehungen zum Hannoverschen Hofstaat; aus seinem aus Kutschen bestehenden Fuhrpark wählten zunächst vor allem Angehörige des Hochadels „Meyer’s Landauer“, um sich beispielsweise an Zielen wie dem Leineschloss oder dem Opernhaus vorfahren zu lassen. In schneller Folge setzte Meyer bald Dutzende weitere Gespanne mit insgesamt bis zu 80 Zugpferden zur Befriedigung der Nachfrage ein.
Im Stadtverkehr setzte Meyer bald auch Pferdeomnibusse auf Strecken ein, die von der hannoverschen Pferdebahn nicht bedient wurden. Das als solide und zuverlässig geltende Fuhrunternehmen führte zudem alle zwei Wochen die Goldtransporte für den Hofbankier Israel Simon von Hannover nach Leipzig durch; trotz der wertvollen Fracht wurden die Transporte niemals überfallen oder ausgeraubt.
Noch im 19. Jahrhundert wurde dem Unternehmen das Bestattungswesen als weiteres wirtschaftliches Standbein angegliedert, das insbesondere nach der Übernahme des väterlichen Betriebes ab 1887 durch Ernst Heinrich Meyer immer weiter ausgebaut wurde. Nach dem Ersten Weltkrieg übernahm dessen Sohn Richard Meyer 1919 die Geschäfte in dritter Generation. Dieser stellte zum 1. Mai 1920 das erste motorisierte Leichenüberführungsauto in der Stadt Hannover in den Dienst, bald darauf auch weitere Automobile zu Beförderungszwecken.
Während der Luftangriffe auf Hannover im Zweiten Weltkrieg wurden die Geschäftsräumlichkeiten unter der Adresse Kleine Aegidienstraße 4 im Jahr 1943 mehrfach ausgebombt. 1945 verlegte die Firma ihren Sitz in die heutigen Geschäftsräume in der Dieterichsstraße 34. Schon beim Neuaufbau half Meyers Schwiegersohn Ludwig Berger, der in der Nachkriegszeit in Deutschland im Jahr 1951 die Geschäftsführung übernahm. Im Adressbuch der Landeshauptstadt Hannover firmierte das Unternehmen noch 1959 als Meyer’s Bestattungs- und Fuhrwesen.
1979 trat Bergers Sohn Bernd Berger in die Firma ein, der nach seiner Fachprüfung als Bestatter ab 1991 die Geschäftsführung des Familienunternehmens als Inhaber in der 5. Generation übernahm.